# Telefon Tel Aviv
Telefon Tel Aviv — базирующийся в Чикаго новоорлеанский электронный музыкальный проект, один из представителей жанра IDM. Ранее проект состоял из Джошуа Юстиса (Joshua Eustis) и Чарльза Купера (Charles Cooper). 22 января 2009 года один из участников дуэта, Чарльз Купер, был найден мертвым в своей квартире. В настоящее время является соло-проектом Джошуа Юстиса. Юстис так же задействован в сторонних проектах, среди которых Puscifer, Nine Inch Nails, Black Light Burns и The Black Queen.

## Дискография

### Альбомы
- Fahrenheit Fair Enough (2001)
- Map Of What Is Effortless (2004)
- Remixes Compiled (2007)
- Immolate Yourself (2009)
- Dreams Are Not Enough (2019)

### EP/Синглы
- Immediate Action #8 (2002)
- My Week Beats Your Year (2004)
- Apparat / Telefon Tel Aviv — Sayulita (2010)

### Ремиксы
- American Analog Set — Green Green Grass
- Apparat — Komponent (2005)
- Bebel Gilberto — All Around (2001)
- Carmen Rizzo — Too Rude
- Oliver Nelson — Stolen Moments
- Nine Inch Nails — Where Is Everybody? (Things Falling Apart, 2000)
- A Perfect Circle — Three Libras
- A Perfect Circle — Judith
- Slicker — Knock Me Down Girl
- Phil Ranelin — Time Is Running Out
- Midwest Product — A Genuine Display
- Marc Hellner — Asleep on the Wing